# Desicasta nonfriedi
Desicasta nonfriedi är en skalbaggsart som beskrevs av Conrad L. Schoch 1896. Desicasta nonfriedi ingår i släktet Desicasta och familjen Cetoniidae. Inga underarter finns listade i Catalogue of Life.